# Lijst van gemeentelijke monumenten in Stadskanaal
De Groningse gemeente Stadskanaal kent 5 gemeentelijke monumenten. Hieronder een overzicht. 
| Object                   | Bouwjaar   | Architect           | Locatie                               | Plaats      | Coördinaten                   | Nr.          | Afbeelding               |
| ------------------------ | ---------- | ------------------- | ------------------------------------- | ----------- | ----------------------------- | ------------ | ------------------------ |
| Brugwachtershuisje       |            |                     | Cereskade bij 29                      | Stadskanaal | 52° 58' 3" NB, 6° 58' 16" OL  | 0037/wikinr0 | Brugwachtershuisje       |
| Winkel met dienstwoning  | 1950       | Gebroeders Blaauw   | Handelsstraat 58                      | Stadskanaal | 52° 59' 46" NB, 6° 56' 19" OL | 0037/wikinr1 | Winkel met dienstwoning  |
| Oosterkadekerk           | 1863       | Egbert Roelfs Kleve | Oosterkade 5                          | Stadskanaal | 52° 58' 43" NB, 6° 57' 52" OL | 0037/wikinr2 | Oosterkadekerk           |
| Pastorie Oosterkadekerk  | 1863       |                     | Oosterkade 6                          | Stadskanaal | 52° 58' 43" NB, 6° 57' 53" OL | 0037/wikinr3 | Pastorie Oosterkadekerk  |
| Burgemeester Lieseschool | circa 1924 |                     | Van Boekerenweg 1/Geert Teisstraat 1A | Stadskanaal | 53° 0' 7" NB, 6° 55' 57" OL   | 0037/wikinr4 | Burgemeester Lieseschool |

## Voormalig
| Object    | Bouwjaar | Architect | Locatie       | Plaats    | Coördinaten                 | Nr.          | Afbeelding |
| --------- | -------- | --------- | ------------- | --------- | --------------------------- | ------------ | ---------- |
| Boerderij | ca. 1900 |           | Dorpsstraat 1 | Onstwedde | 53° 1' 58" NB, 7° 2' 28" OL | 0037/wikinr5 | Boerderij  |

Eemsdelta ·
Groningen (binnenstad) ·
Groningen (buiten binnenstad) ·
Het Hogeland ·
Midden-Groningen ·
Oldambt ·
Pekela ·
Stadskanaal ·
Veendam ·
Westerkwartier